# Hinoscil
Hinoscil (lat. Scilla × allenii), hibridna biljka iz porodice Asparagaceae, križanac formule S. bifolia × S. forbesii. Znanstveni naziv za vrstu je Scilla × allenii, dok se naziv × Chionoscilla allenii danas smatra zastarjelim.
U vrijeme kada je nastao naziv × Chionoscilla, rodovi Chionodoxa i Scilla smatrani su zasebnim rodovima, ali je sada rod Chionodoxa uklopljen u rod Scilla.
Ova vrsta naraste manje od 20 cm, cvijet je svjetloplave ili ljubičasto-plave boje. 

## Sinonimi
- × Chionoscilla allenii G. Nicholson, bazionim
- Chionodoxa × allenii (G. Nicholson) L.H. Bailey